# Lovska steza
Lovska steza je del športnega streljanja in predstavlja imitacijo lova v naravi. Dejansko si napoligonu, ki je gozd in v tem gozdu imaš več strelnih mest (hoja po gozdu, čakanje na preži). Na le-teh ti iz različnih smeri priletijo glinasti golobi, ki predstavljajo raco, zajca,...